# Заречанка (Гродненский район)
Заречанка (бел. Зарача́нка; до 1964 года — Баля Костельная) — деревня в Гродненском районе Гродненской области Беларуси. В составе Сопоцкинского сельсовета.

## География
Пролегает дорога Н6042.
Ближайшие населённые пункты Забречаны, Загораны и др.

### Гидрография
Река Заречанка.

## Этимология
До 30 июля 1964 года деревня именовалась Баля Костельная (бел. Ба́ля Касце́льная).

## История
В 1905 году в Гожской волости Гродненского уезда Гродненской губернии.
До 11 февраля 1972 года деревня входила в состав Наумовичского сельсовета, до 20 сентября 2002 года — в состав Лойковского сельсовета.

## Население

### Численность
- 2019 год — 229 жителей

### Динамика
- 1909 год — 214 жителей[3]
- 2009 год — 171 жителей (перепись населения)[3]
- 2019 год — 229 жителей (перепись населения)

## Культура
- Музей в Заречанке[6]

## Достопримечательность
- Костёл Рождества Пресвятой Девы Марии[7]. Римско-католический храм, расположен на юго-восточной окраине деревни. Построен в 1937 году. Памятник архитектуры неоготики.